# Adrenarquia
El término adrenarquia hace referencia al aumento de producción de hormonas sexuales, fundamentalmente deshidroepiandrosterona y sulfato de deshidroepiandrosterona, por las glándulas suprarrenales, que tiene lugar alrededor de los ocho años en las niñas y los nueve en los niños (rango: entre 6 y 11 años en ambos sexos) y forma parte del proceso normal del desarrollo humano. Esta secreción hormonal aumenta de forma progresiva con el paso del tiempo y causa unos dos años después la aparición del olor axilar, el vello en piernas, brazos y genital (pubarquía) principalmente, y aumento de actividad de las glándulas sebáceas de la cara, que puede originar acné. La adrenarquia es un fenómeno anterior a la gonadarquia, que consiste en el aumento en la producción de hormonas sexuales del testículo en los niños y del ovario en las niñas y que ocurre de forma natural posteriormente.